# 2022年非洲之角旱灾
2022年非洲之角旱灾，因全球气候变化，连续多个雨季缺雨，2022年非洲之角地区发生40年来最严重的旱情，加上俄乌战争的影响造成国际食品价格上涨，整个东非地区多个国家2000多万人面临着饥荒的危险， 8100 万人处于粮食不安全的状况，联合国呼吁国际社会提供援助，以避免发生大规模人道主义危机的发生。严重的干旱、持续的冲突和不稳定以及食品和燃料价格飙升东非地区已经有数百万人成为难民。埃塞俄比亚、肯尼亚和索马里数百万头畜牧因干旱死亡，畜牧的死亡，让当地居民失去赖以生存的基础，当地面临着经济崩溃的危险。

## 各国旱情

### 索马里
在索马里部分地区出现了索马里40年来最严重旱情，数百万人陷入突发重度粮食不安全状况。索马里政府于2021年11月宣布进入紧急状态，干旱已经导致290万人成为难民，旱情还会造成更多的人流离失所。

### 肯尼亚
旱情波及肯尼亚全国47个郡中的23个，有数百万人受到旱情影响，肯尼亚总统肯雅塔已宣布干旱地区进入“国家灾难”状态。在肯尼亚，仅去年下半年就有140万头牲畜因干旱而死亡，至少有250万肯尼亚人面临严重食物短缺，成千上万的家庭被迫离开家园外出寻找食物、水和牧场。

### 埃塞俄比亚
埃塞俄比亚南部和东南部，干旱正威胁着至少400万牧民和农牧民社区的生计。至20多万头牲畜因干旱缺水死亡。

### 南苏丹
南苏丹三分之二的地区约700多万人面临饥荒的危险。

## 援助
中国援助了向索马里、厄立特里亚、埃塞俄比亚、肯尼亚、吉布提提供一批紧急粮食援助，以协助当地应对旱情。
联合国世界粮食计划署计划在今年上半年提供约9000万升牛奶和4万吨主粮作物，为100多万面临重度粮食不安全的民众提供援助，但目前资金和物资都存在巨大的缺口。